# The Death of Peace of Mind
The Death of Peace of Mind (a veces estilizado como THE DEATH OF PEACE OF MIND) es el tercer álbum de estudio de la banda estadounidense de metalcore Bad Omens, que fue lanzado el 25 de febrero de 2022 a través de Sumerian Records. Ellos mismos produjeron el álbum, mientras que la mezcla y la masterización estuvieron a cargo de Zakk Cervini.

## Estilo musical
La banda hizo uso de sintetizadores y elementos electrónicos para producir un sonido diferente al de sus álbumes anteriores, con Charlie Hill de Ghost Cult Magazine describiendo la pista de cierre del álbum, "Miracle", diciendo: "Con sintetizadores densos y con fallas y bajo tomando la en el asiento delantero, Sebastian lo sigue con gritos mientras toda la canción se distorsiona hasta llegar a un atronador clímax". El crítico Simón K. dijo en Sputnik Music: "la producción es impactante y tiene una sensación distópica de cyberpunk".

## Lanzamiento y promoción
El 10 de noviembre de 2021, Bad Omens lanzó un nuevo sencillo, "The Death of Peace of Mind", y tres días después, anunciaron que su tercer álbum de estudio del mismo nombre se lanzaría el 25 de febrero de 2022.
El vocalista  Noah Sebastián dijo lo siguiente:

"Hacer el disco nos cambió como compositores y músicos. En muchos sentidos, siento que me liberó como artista porque cada decisión que tomé en el proceso de escritura fue para mí, sin temor a las expectativas de los demás sobre lo que debería ser nuestro tercer álbum", sonar como. Ya sean nuestros fanáticos o nuestro sello discográfico".

## Lista de canciones
| N.º | Título                       | Duración |  |
| 1.  | «Concrete Jungle»            | 3:40     |  |
| 2.  | «Nowhere To Go»              | 4:06     |  |
| 3.  | «Take Me First»              | 3:19     |  |
| 4.  | «The Death of Peace of Mind» | 4:01     |  |
| 5.  | «What It Cost»               | 1:43     |  |
| 6.  | «Like A Villain»             | 3:30     |  |
| 7.  | «Bad Decisions»              | 4:21     |  |
| 8.  | «Just Pretend»               | 3:24     |  |
| 9.  | «The Grey»                   | 4:06     |  |
| 10. | «Who Are You?»               | 3:37     |  |
| 11. | «Somebody Else.»             | 3:56     |  |
| 12. | «IDWT$»                      | 3:22     |  |
| 13. | «What Do You Want From Me?»  | 2:55     |  |
| 14. | «Artificial Suicide»         | 3:15     |  |
| 15. | «Miracle»                    | 3:45     |  |

Notas
- Las pistas 1, 4, 14 y 12 están estilizadas en mayúsculas.
- Las pistas 10, 11 y 13 están estilizadas en minúsculas excepto la primera letra del título.
- "Bad Decisions" está estilizado en minúsculas.
- "IDWT$" significa "I Don't Want The Money".

## Posicionamiento en lista
| Lista                                   | Posición (2022) |
| --------------------------------------- | --------------- |
| Australian Albums (ARIA)                | 66              |
| Bélgica (Ultratop flamenca)             | 175             |
| Estados Unidos (Top Hard Rock Albums)   | 11              |
| Estados Unidos (Top Heatseekers Albums) | 2               |
| Estados Unidos (Independent Albums)     | 37              |
| Estados Unidos (Top Rock Albums)        | 44              |
| Reino Unido (UK Rock & Metal Albums)    | 24              |

## Personal
Bad Omens
- Noah Sebastian – Voz
- Joakim Karlsson – Guitarra líder
- Nicholas Ruffilo – Bajo
- Nick Folio – Batería, percusión